# Eclissi solare del 30 giugno 1973
L'eclissi solare del 30 giugno 1973 è un evento astronomico che ha avuto luogo il suddetto giorno attorno alle ore 11.38 UTC.
L'eclissi, di tipo totale, è stata visibile in alcune parti del Sud America (Guyana e Suriname), dell'Europa e dell'Africa, (Ciad, Mauritania, Mali, Niger, Sudan, Uganda e Kenya).
La durata della fase massima dell'eclissi è stata di 7 minuti e 4 secondi e l'ombra lunare sulla superficie terrestre raggiunse una larghezza di 256 km; Il punto di massima totalità è stato in Niger vicino alla città desertica di Assamakka.
L'eclissi del 30 giugno 1973 è diventata la seconda eclissi solare nel 1973 e la 168ª nel XX secolo. La precedente eclissi solare è avvenuta il 4 gennaio 1973, la seguente il 24 dicembre 1973.

## Influenza nel mondo
Secondo l'Istituto di problemi biomedici dell'Accademia delle scienze russa l'eclissi potrebbe avere contribuito alla catastrofe di un Tupolev Tu-134 in quello che è noto come volo Aeroflot 512. L'errore dei piloti potrebbe essersi verificato a causa dell'impatto negativo di insoliti cambiamenti nell'illuminazione sulle azioni di alcuni dei membri dell'equipaggio.
Il servizio postale della Mauritania ha emesso una serie di francobolli dedicati all'eclissi.

## Eclissi correlate

### Eclissi solari 1971 - 1974
Questa eclissi è un membro di una serie semestrale. Un'eclissi in una serie semestrale di eclissi solari si ripete approssimativamente ogni 177 giorni e 4 ore (un semestre) in nodi alternati dell'orbita della Luna.

### Ciclo di Saros 136
L'evento fa parte del ciclo di Saros 136, che si ripete ogni 18 anni, 11 giorni, comprendente 71 eventi. La serie iniziò con un'eclissi solare parziale il 14 giugno 1360. Comprende eclissi ibride dal 22 novembre 1612 al 17 gennaio 1703 ed eclissi totali dal 27 gennaio 1721 fino al 13 maggio 2496. La serie termina al membro 71 con un'eclissi parziale il 30 luglio 2622. L'eclissi più lunga si è verificata il 20 giugno 1955, con una durata massima della totalità a 7 minuti e 7 secondi. Tutte le eclissi di questa serie si verificano nel nodo discendente della Luna.